# Ålands fotografiska museum
Ålands fotografiska museum är en stiftelse och ett museum för fototeknisk utrustning och konsthall för fotografier i Pålsböle i Finströms kommun i Åland.
Museet grundades i början av 2000-talet och flyttade 2013 in i ortens nedlagda skola med mer än 1000 kvadratmeter utställningsyta.
År 2019 donerade Dagens Nyheter en samling av tidigare pressfotoutrustning från 1903 till 2018 till museet.
I samlingarna ingår bland andra Fritiof Nansens kamera från Nordpolsexpeditionen 1893–1896 med fartyget Fram och den amerikanske pressfotografen Arthur ”Weegee” Felligs Speed Graphic-kamera.